# FIFA 09
A FIFA 09 az Electronic Arts FIFA labdarúgó videójáték sorozat része. Az EA Canada fejlesztette ki, és az Electronic Arts világszerte az EA Sports márkanév alatt hozta piacra. Ausztráliában 2008. október 2-án, Európában október 3-án, Észak-Amerikában október 4-én jelent meg. Az N-Gage változata november 18-án látott napvilágot.
A játék demó változatát személyi számítógépre szeptember 10-én tették elérhetővé. PlayStation 3 gépen és Xbox 360-on egy nappal később lehetett kipróbálni. A PS3 és az Xbox 360-ra készített változatok a bemutatott stadiont leszámítva teljesen megegyeznek. A PS3 rendszerben az FIWC Stadiumot, míg az Xbox 360-on az új Wembley Stadiont lehetett kipróbálni.

## Jellemzése
A FIFA 2009 új, tetszés szerint beállítható egér- és billentyűzet-vezérlést kínál, amely lehetővé teszi a csapat intuitív, de pontos irányítását.  Az egérrel trükköket lehet bemutatni, akár Ronaldinho mozdulatait is. Tizenhét testreszabható akciót lehet végrehajtani.
A FIFA 2009 kihasználja a nagy teljesítményű, játékra alkalmas személyi számítógépek összes lehetőségét. A sztárjátékosok megjelenítésére élethű, még az olyan részletek is láthatóak, mint a bőrük árnyalatai és izommozgásuk.